# Антани Иванов
Антани Иванов (буг. Антъни Иванов; Велико Трново, 17. јул 1999) бугарски је пливач чија специјалност су трке делфин стилом на 200 метара. Вишеструки је национални првак и рекордер.

## Професионална каријера
Иванов је са такмичарским пливањем започео доста рано, још као дванаестогодишњи дечак, учествујући на првенствима Бугарске у одговарајућим узрасним категоријама, где је остваривао запажене резултате. На међународној сцени дебитовао је на Светском јуниорском првенству 2015. у Сингапуру, а годину дана касније по први пут је наступио и на неком сениорском такмичењу — на Европском првенству у Лондону где је успео да се пласира у полуфинале трке на 200 делфин. Два месеца касније на Европском јуниорском првенству у мађарском Ходмезевашархељу освојио је прву меаљу у каријери, сребро на 200 делфин.
На светским првенствима је дебитовао у Будимпешти 2017. где је остварио и највећи успех у дотадашњој професионалној каријери пошто је успео да се пласира у финале трке на 200 делфин. Финалну трку на 200 делфин Иванов је окончао на 8. месту уз нови национални рекорд од 1:55,55 минута. У Будимпешти је Иванов наступио и у преостале две појединачне трке делфин стилом, на 50 метара је заузео 38, а на 100 метара 41. место у квалификацијама. Месец дана након светског сениорског првенства освојио је бронзану медаљу на 200 делфин на Светском јуниорском првенству у Индијанаполису.
На светском првенству у Квангџуу 2019. такмичио се у две дисциплине — на 50 делфин је заузео 40. место у квалификацијама, док је у трци на 200 делфин у полуфиналу поделио осмо место са мађарским пливачем Тамашом Кендерешијем који је био бољи од њега у додатном распливавању за финале.